# Инулин
Инули́н, (C6H10O5)n — органическое вещество из группы полисахаридов, полимер D-фруктозы.

## Свойства
Инулин — полифруктозан, который может быть получен в виде аморфного порошка и в виде кристаллов, легко растворимый в горячей воде и трудно в холодной. Молекулярная масса 5000—6000. Имеет сладкий вкус. При гидролизе под действием кислот и фермента инулиназы образует D-фруктозу и небольшое количество глюкозы. Инулин, как и промежуточные продукты его ферментативного расщепления — инулиды, не обладает восстанавливающими свойствами. Молекула инулина — цепочка из 30—35 остатков фруктозы в фуранозной форме.

## Нахождение в природе
Инулин служит запасным углеводом, встречается во многих растениях, главным образом семейства сложноцветных, а также колокольчиковых, лилейных, лобелиевых и фиалковых. В клубнях и корнях георгина, нарцисса, гиацинта, туберозы, одуванчика, цикория и земляной груши (топинамбура), скорцонеры и овсяного корня содержание инулина достигает 10—12 % (до 60 % от содержания сухих веществ). В растениях вместе с инулином почти всегда встречаются родственные углеводы — псевдоинулин, инуленин, левулин, гелиантенин, синистрин и др., дающие, как и инулин, при гидролизе D-фруктозу.

### Инулин в растениях
| Название растения                              | часть растения | Содержание инулина (до) | Примечания |
| ---------------------------------------------- | -------------- | ----------------------- | ---------- |
| Лопух большой (Arctium lappa L.)               | сухие корни    | 37—45%                  |            |
| Топинамбур (Helianthus tuberosus)              | клубни         | 16—18% и более          |            |
| Одуванчик лекарственный (Taraxacum officinale) | корень         | 40%                     |            |
| Девясил высокий (Inula helenium L.)            | корень         | 44%                     |            |
| Цикорий (Cichorium)                            | корень         | 49—75%                  |            |

## Получение
Добывают инулин из цикория, топинамбура и из агавы (агавин).

## Применение
Инулин не переваривается пищеварительными ферментами организма человека и относится к группе пищевых волокон. В связи с этим применяется в медицине в качестве пребиотика, а также в пищевых подсластителях, производимых различными компаниями для диетического питания. Служит исходным материалом для промышленного получения фруктозы.
Ежедневный приём 8 грамм инулина в течение года значительно увеличивает массу и плотность костей скелета ребёнка.
Физиологи и врачи используют инулин в исследованиях как индикатор фильтрационной способности почки и почечного кровотока (см. клиренс) — благодаря своей малой массе и отсутствию специфических переносчиков, инулин отлично фильтруется в боуменову капсулу в нефроне, при этом не реабсорбируясь дальше по ходу почечного канальца.